# Instituto Via Delphi
El Instituto Via Delphi para la Investigación de los Mamíferos Acuáticos A.C es una asociación civil facultada para la generación de conocimiento científico en torno a mamíferos acuáticos, principalmente de la especie tonina Tursiops truncatus. Su centro de investigaciones se ubica en el estado de Quintana Roo, México, aunque parte de su labor se desarrolla en los estados de Campeche, Tabasco, Yucatán y Quintana Roo. El Instituto se articula en dos grupos de trabajo integrados por Biólogos y Veterinarios, además de tesistas y voluntariado fluctuante.

## Historia
El Instituto Via Delphi se constituye oficialmente en el año 2007 con la firma del convenio de colaboración con la Universidad Nacional Autónoma de México (UNAM) Este convenio se sustenta en la estrecha relación entre el Instituto Via Delphi, el Instituto de Biología, la facultad de Ciencias y la facultad de Medicina Veterinaria de la UNAM.
Asimismo, el Instituto ha realizado labores conjuntas con el CINVESTAV de Mérida, la Universidad Veracruzana, la Universidad San Nicolás de Hidalgo de Michoacán y el Instituto Tecnológico de Estudios del Mar de Veracruz, entre otros. 
Con una certificación expedida por el RENIECYT a través de la Consejo Nacional de Ciencia y Tecnología (Conacyt), el Instituto Via Delphi recibe el respaldo oficial de este importante órgano que lo faculta en su labor científica y tecnológica. 
Como resultado de las investigaciones del Instituto se han presentado más de 61 trabajos en diferentes foros a nivel internacional, entre los que destacan: la reunión anual de la Marine Mammal Society, la IMATA, la Asociación Internacional de Mamíferos Acuáticos y las reuniones de la Asociación Internacional de Medicina de Mamíferos Acuáticos.

## Posición del Instituto Via Delphi
En un país como México, de gran biodiversidad y amplias extensiones marinas, la investigación científica sobre mamíferos acuáticos juega un papel primordial en los estudios biológicos. A pesar del rezago en la materia y de la concentración exclusiva del conocimiento al ámbito académico, el Instituto Via Delphi ha desarrollado estrategias para la formación de un cuerpo científico sólido y productivo. La relevancia del proyecto del Instituto Via Delphi para la Investigación de los Mamíferos Acuáticos radica, principalmente, en su particularidad: en ser una asociación científica mexicana certificada para realizar investigación y con vínculos institucionales de prestigio; una asociación comprometida con el conocimiento y el bienestar de los mamíferos acuáticos.

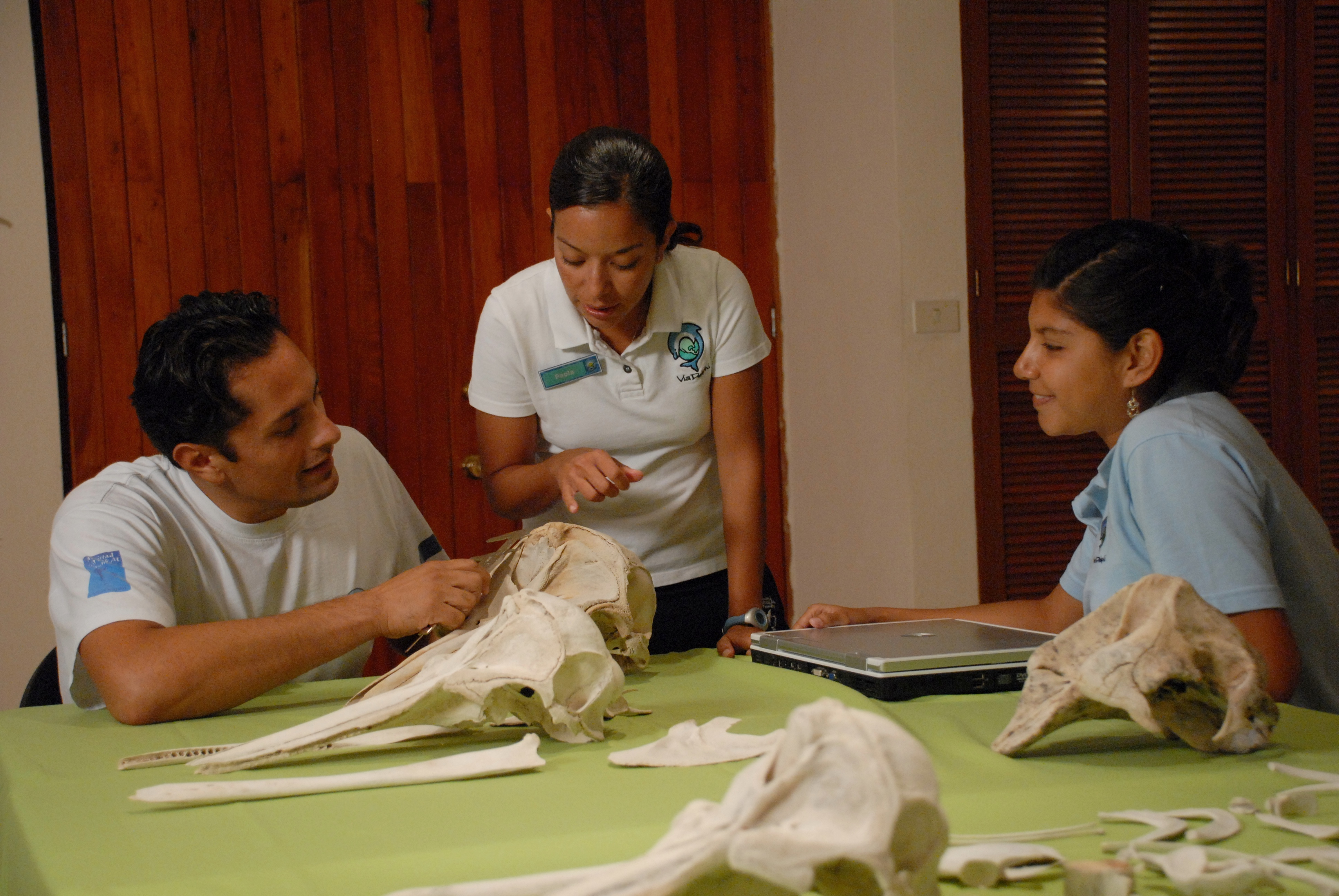
Durante una sesión de estudio.

## Programa de Reproducción
Uno de los proyectos más exitosos del Instituto Via Delphi es el programa de reproducción de toninas Tursiops truncatus. ,El programa de reproducción del Instituto Via Delphi se ha optimizado durante 17 años alcanzando un sistema minucioso de planeación veterinaria y de entrenamiento médico. El resultado de este periodo de trabajo ha permitido que actualmente se tenga un promedio de supervivencia del 67% de las crías, sin embargo, durante el 2008 se logró una tasa de supervivencia del 100%, obteniendo una cifra nunca antes registrada a nivel global de 11 nacimientos exitosos. La cifra anterior inscribió al Programa de Reproducción de Via Delphi en el Libro Guinness de récords mundiales.

## Proyectos del Instituto Via Delphi
- Monitoreo no invasivo de las etapas reproductivas en toninas (Tursiops truncatus) en ambientes naturales limitados mediante la cuantificación de esteroides fecales y la observación conductual reproductiva y su correlación ultrasonográfica.

- Registro de abundancia y distribución de toninas Tursiops truncatus en la zona costera comprendida frente a la reserva de la biosfera Ría Lagartos, Yucatán, México.

- Seguimiento de toninas Tursiops truncatus identificadas en la Laguna de Términos, Campeche.

- Registro de nacimiento, crecimiento y desarrollo conductual de crías nacidas en ambientes naturales limitados.

- Registro morfométrico de toninas bajo resguardo de Grupo Via Delphi.

- Registro de cuidado materno en hembras de tonina Tursiops truncatus, con diferentes niveles de experiencia.

- Dominancia y establecimiento de jerarquías en toninas mantenidas en ambientes naturales limitados.

- Registro de mamíferos acuáticos varados en las costas del Golfo de México y Mar Caribe.

- Registro de crecimiento en crías de manatí Trichechus manatus manatus, rescatados y en rehabilitación en instalaciones de Grupo Via Delphi.

- Caracterización genética de toninas Tursiops truncatus, mantenidas en ambientes naturales limitados.

## Vínculos Institucionales
- SOMEMMA, Sociedad Mexicana de Mastozoología Marina (Mexican Society for Marine Mammalogy)
- IAAAM, International Association for Aquatic Animal Medicine
- SMM, The Society for Marine Mammalogy
- IMATA, International Marine Animal Trainers Association.